# Villaflores, Solosuchiapa
Villaflores är en ort i Mexiko.   Den ligger i kommunen Solosuchiapa och delstaten Chiapas, i den sydöstra delen av landet, 700 km öster om huvudstaden Mexico City. Villaflores ligger 835 meter över havet och antalet invånare är 563.
Terrängen runt Villaflores är bergig åt sydväst, men åt nordost är den kuperad. Runt Villaflores är det ganska tätbefolkat, med 70 invånare per kvadratkilometer. Närmaste större samhälle är Ixhuatán, 8,6 km sydväst om Villaflores. I omgivningarna runt Villaflores växer i huvudsak städsegrön lövskog.